# Mabscott
Mabscott – miasto w Stanach Zjednoczonych, w stanie Wirginia Zachodnia, w hrabstwie Raleigh.